# 소덕황후 왕씨
황후 왕씨 (중국어 정체자: 王皇后, 생년 미상 - 786년 12월 6일)는 당 덕종 이괄의 황후이며, 당 순종의 생모이다. 생전에 겨우 3일 동안만 황후자리에 있었다.

## 생애
왕씨의 생년에 관한 기록은 전해지지 않고 있다. 아버지는 비서감 왕우, 어머니는 정국부인 정씨이며, 형제로는 왕과가 있다. 당 현종 또는 당 숙종 시기에, 왕씨가 노왕 (이괄)의 빈이 되었다. 761년, 이괄의 장남인 이송을 낳아, 총애를 받았다. 762년, 이괄의 장녀인 한국공주를 낳았다. 779년, 이괄이 황제에 즉위하자, 왕씨를 황후 다음 직위인 숙비로 책봉하고, 장남 이송을 태자로 세우고, 왕우를 양주대도독, 왕과를 미주사마로 추증하고, 조카 20여 명을 벼슬을 주었다. 783년, 경원병변(涇原兵变 (현재의 감숙성 핑량시))이 일어나자, 왕숙비는 전국옥새를 옷고름으로 묶어매고 덕종을 따라 봉천(현재의 섬서성 첸현)으로 피신했다. 784년, 한국공주는 피난 도중 사망했고, 같은 해, 왕숙비는 장안으로 돌아왔다.
786년, 숙비의 병이 깊어지자, 12월 3일에 황후에 봉해졌고, 3일 후에 양의전에서 붕어하였다. 787년 5월, 정릉에 묻혔다. 시호로는 소덕(昭德)이 내려졌다. 영정 원년 (805년) 11월, 황후는 정릉에서 숭릉으로 이장되었다. 그 후 100년 동안, 당나라에는 황후가 세워지지 않았고, 멸망 직전에야 당 소종이 하황후를 책봉했다

## 가족관계
- 아버지 : 왕우 - 비서감. 당 덕종이 왕우를 양주대도독으로 증직함
- 어머니 : 정씨 - 정국부인으로 봉해지고, 왕황후가 사망하자, 정씨가 제사를 청하자, 당 덕종이 "제연으로 가짜 화과를 쓰지 말고 제사를 지내라"고 하였고, 이때, 종실의 여러 친척들과 이성(李晟), 혼우(浑瑊), 신책 6군 대장들이 함께 제사를 지냈다.
- 배우자 : 당 덕종 이괄
  - 아들 : 당 순종 이송
  - 딸 : 한국공주

## 참고자료
- 『구당서』 권52ㆍ열전제2ㆍ후비전
- 『신당서』 권77ㆍ열전제2ㆍ후비전